# Execution (La Dimensió Desconeguda)
"Execution" és el vint-i-sisè episodi de la sèrie de televisió d’antologia La Dimensió Desconeguda. L'episodi és basat en "Execution" de George Clayton Johnson. Es va emetre originalment l’1 d’abril de 1960 a la cadena CBS. Compta amb Albert Salmi, que també interpreta el personatge principal de l'episodi de la temporada 4 "Of Late I Think of Cliffordville".

## Narració d'obertura
| « | Esdeveniment antisocial habitual, encara que una mica ombrívol, conegut com a festa de corbata, el convidat de deshonrar a un vaquer anomenat Joe Caswell, a un moment de distància d'una corda, un ball curt a diversos metres del terra i després la fosca eternitat de tots els homes dolents. Sr. Joe Caswell, que, quan el bon Déu va repartir una consciència, un cor, un sentiment per als altres homes, devia haver sortit a prendre una cervesa i es va perdre. Sr. Joe Caswell, en l'últim moment tranquil d'una vida violenta. | » |

## Argument
El 1880, un vaquer fora de la llei anomenat Joe Caswell està a punt de ser penjat per assassinat. Però mentre el llaç se li estreny al coll, desapareix de sobte i es troba l'any 1960, al laboratori del professor Manion. Manion explica que va utilitzar una màquina del temps per treure Caswell del passat. Però quan Manion veu que la corda d'en Caswell li crema al coll i escolta la seva admissió que en la seva vida havia assassinat més de 20 homes, sap que ha d'intentar enviar Caswell de tornada.
La discussió porta a una altra discussió. Caswell ataca Manion, matant-lo amb un llum d'escriptori. Aleshores fuig del laboratori cap a un carrer concorregut, però es veu aclaparat per les llums i el soroll: té reaccions maníaques a una cabina telefònica pública, a un aparell de música i televisió d'un bar local, i torna al laboratori, desconcertat i desesperat. Es desespera, demanant que el científic mort l'ajudi.
Un lladre anomenat Paul Johnson entra al laboratori. Caswell es baralla amb Johnson, però Johnson pren avantatge i estranya a Caswell amb el cordó de les cortines de la finestra. Quan Johnson intenta trobar la caixa forta de Manion, activa accidentalment la màquina del temps i és enviat de nou al 1880, apareixent al llaç destinat a Caswell, just a temps per ser penjat. Els testimonis de la penjada queden sorpresos en veure el cos d'un desconegut, amb roba estranya, en lloc de Caswell. Es pregunten si aquesta va ser obra del Diable o d'algun altre poder, i si acaben d'executar un home innocent.

## Narració de cloenda
| « | Això és el novembre de 1880, després d'una festa de corbata. El nom de la víctima: Paul Johnson, un criminal de lliga menor i el pres d'una altra vida humana. No hi ha cap comentari sobre la seva mort excepte això: la justícia pot durar anys. La retribució no està subjecta a un calendari. El cas d'aquesta nit a La Dimensió Desconeguda. | » |

## Repartiment
- Albert Salmi com a Joe Caswell
- Russell Johnson com a professor Manion
- Than Wyenn com a Paul Johnson
- Jon Lormer com a reverend
- George Mitchell com a home gran
- Fay Roope com a jutge
- Richard Karlan com a cambrer
- Joe Haworth com a TV Cowboy